# Weißenmühle (Leutershausen)
Weißenmühle (fränkisch: Waisa-mil) ist ein Gemeindeteil der Stadt Leutershausen im Landkreis Ansbach (Mittelfranken, Bayern). Weißenmühle liegt in der Gemarkung Rauenbuch.

## Geografie
Die Einöde liegt links der Altmühl. 1,25 Kilometer südwestlich erhebt sich der Rotenberg (470 m ü. NHN), 1,5 km nördlich der Rauenberg (466 m ü. NHN), 1 km westlich liegt das Mönchsholz. Die Staatsstraße 2249 führt nach Niederdombach (1 km südöstlich) bzw. nach Rauenbuch (0,9 km nordwestlich).

## Ortsnamendeutung
Der Ortsname wird gedeutet als „zu der aus (weißen) Steinen gebauten Mühle“.

## Geschichte
Die „weitzzen mul“ wurde 1387 erstmals urkundlich erwähnt. Sie gehörte zum Seckendorffschen Rittergut zu Rauenbuch, das 1594 von den Markgrafen von Ansbach erworben wurde; sie unterstellten Rauenbuch mit ihren Zugehörungen dem Klosterverwalteramt Sulz. Bis zur Reformation gehörte die Mühle zur Pfarrei Neunstetten im Bistum Eichstätt.
In den Vetterschen Oberamtsbeschreibungen von 1732 heißt es von der Mühle, dass sie nach der seit 1528 protestantischen Pfarrei St. Peter in Leutershausen gepfarrt und vom Zehnt befreit ist, mit der Vogtei inner Etters dem Klosteramt Sulz und außer Etters und mit der Fraisch dem Stadtvogteiamt Leutershausen untersteht. Diese Verhältnisse blieben so bis zum Ende des Alten Reiches. Von 1797 bis 1808 unterstand der Ort dem Justizamt Leutershausen und Kammeramt Colmberg.
Im Rahmen des Gemeindeedikts wurde Weißenmühle dem 1808 gebildeten Steuerdistrikt Wiedersbach und der 1810 gegründeten Ruralgemeinde Rauenbuch zugeordnet.
Die Mühle gehörte gemäß einer Auflistung von 1830 zu einem „die Brünst“ oder „die Brunst“ genannten, seit dem Mittelalter stellenweise gerodeten umfangreichen Waldgebiet zwischen Leutershausen und Kloster Sulz mit dem Hauptort Brunst. Die Brünst war für ihre gute Rinderviehzucht bekannt; ihre 22 Dörfer galten als reich. Beispielsweise wurden 1876 im Anwesen Weißenmühle 14 Stück Rindvieh gehalten; in der Gemeinde Rauenbuch waren es insgesamt 238 Stück Rindvieh.
Im Zuge der Gebietsreform in Bayern wurde die Gemeinde Rauenbuch und damit ihr Gemeindeteil Weißenmühle am 1. Januar 1972 in die Stadt Leutershausen eingemeindet.

## Einwohnerentwicklung
| Jahr      | 001818 | 001840 | 001861 | 001871 | 001885 | 001900 | 001925 | 001950 | 001961 | 001970 | 001987 |
| Einwohner | 10     | 7      | 6      | 8      | 8      | 8      | 9      | 20     | 10     | 5      | 12     |
| Häuser    | 1      | 1      |        |        | 2      | 1      | 1      | 1      | 1      |        | 2      |
| Quelle    | [ 19 ] | [ 20 ] | [ 21 ] | [ 16 ] | [ 22 ] | [ 23 ] | [ 24 ] | [ 25 ] | [ 26 ] | [ 27 ] | [ 1 ]  |

## Religion
Der Ort ist seit der Reformation evangelisch-lutherisch geprägt und bis heute nach St. Peter (Leutershausen) gepfarrt. Die Einwohner römisch-katholischer Konfession waren ursprünglich nach Kreuzerhöhung (Schillingsfürst) gepfarrt, heute ist die Pfarrei St. Vitus (Neunstetten) zuständig.